# بهترین کریسمس. همیشه!
بهترین کریسمس. همیشه! (به انگلیسی: Best. Christmas. Ever!) فیلمی محصول سال ۲۰۲۳ و به کارگردانی ماری لمبرت است. در این فیلم بازیگرانی همچون هدر گراهام، برندی نروود، مت سدنیو و جیسن بیگز ایفای نقش کرده‌اند.